# Tanumskusten IV (Gullbringa)
Ej att förväxla med Gullbringa naturreservat i Kungälvs kommun.
Tanumskusten IV (Gullbringa) är en del av Tanumskustens naturvårdsområde vid kusten i Tanums socken i Tanums kommun i Bohuslän omfattar 40 ha och bildades 1992. Det benämns också av länsstyrelsen som Tanumskusten IV
Det öppna landskapet i Gullbringa präglas av hällmarker med inslag av ört- och rishedar. Vegetationen är, särskilt i klåvor och fuktigare stråk, artrik och omväxlande. Granitberggrunden går i dagen inom stora delar av området och här och var förekommer intressanta blockmarker. Fina utsiktspunkter finns över kust och skärgård från Hällsö i norr till Tjurpannan i söder. Området har stor betydelse för friluftslivet med tillgång till bad och strövande. 
Området ingår i EU:s ekologiska nätverk av skyddade områden, Natura 2000. Det förvaltas av Västkuststiftelsen.